# Detliazhka
Detliazhka (del ruso: Детляжка) es un seló del distrito de Lázarevskoye de la unidad municipal de la ciudad de Sochi del krai de Krasnodar, en el sur de Rusia. Está situado en el valle y el litoral de la desembocadura del río Detliashko en el mar Negro, 24 km al noroeste del centro de Sochi y 149 km al sureste de Krasnodar, la capital del krai. Tenía 517 habitantes en 2010, la mayor parte de los cuales eran de etnia armenia.
Pertenece al ókrug rural Verjnelooski.

## Historia
Entre el 26 de diciembre de 1962 y el 16 de enero de 1965 perteneció al raión de Tuapsé.

## Economía y transporte
El principal motor de la economía de la localidad es el alojamiento turístico. En la parte cercana al mar del seló se halla la plataforma ferroviaria Sovjoz de la línea Tuapsé-Sujumi de la red del ferrocarril del Cáucaso Norte y la carretera federal M27 Dzhubga-frontera abjasa.

## Servicios sociales
En la localidad hay una Casa de Cultura y un puesto de atención médica